# Tadeusz Kabicz
Tadeusz Kabicz (ur. 2 grudnia 1993 w Warszawie) – polski reżyser i scenarzysta.

## Życiorys
Ukończył reżyserię w Szkole Filmowej im. Krzysztofa Kieślowskiego w Katowicach oraz kurs fabularny w Szkole Wajdy. Studiował filologię polską i wiedzę o kulturze na Uniwersytecie Warszawskim. Od 2018 roku członek Stowarzyszenia Filmowców Polskich.
Jest twórcą nagradzanych filmów, teledysków i słuchowisk radiowych, wyreżyserował także kilka spektakli teatralnych. W 2024 roku rozpoczął stałą współpracę z Teatrem Polskiego Radia.

## Filmografia
Na podstawie internetowej bazy filmu polskiego:
- 2024: Pełna powaga, prod. Teatr Telewizji  – reżyseria i scenariusz tv
- 2022: Królowa boazerii, prod. WFDiF  – scenariusz i reżyseria
- 2021: Ceremonia, prod. Studio Munka  – scenariusz i reżyseria
- 2019: Płaczmy, prod. Szkoła Filmowa im. Krzysztofa Kieślowskiego  – scenariusz i reżyseria
- 2018: My pleasure, prod. Szkoła Filmowa im. Krzysztofa Kieślowskiego   – scenariusz i reżyseria
- 2018: Zamek – scenariusz i reżyseria

## Spektakle teatralne
- 2024: Dzikie łabędzie, H. Ch. Andersen  – Mazowiecki Teatr Muzyczny
- 2024: Wirujący seks. Polskie love story, T. Kabicz – Teatr Rampa
- 2023: Dziwny przypadek psa nocną porą(inne języki) S. Stephens, M. Haddon – Teatr Miejski w Gliwicach
- 2023: Deszczowa piosenka, B. Comden, A. Green, A. Freed, N. H. Brown. – Teatr Muzyczny w Poznaniu
- 2023: Czarodziejski flet, W. A. Mozart  – Akademia Sztuki w Szczecinie
- 2022: Preludia, D. Malloy – Teatr Muzyczny w Łodzi
- 2021: Thrill me, S. Dolginoff – Mazowiecki Teatr Muzyczny

## Słuchowiska radiowe
- 2025: J. Fosse, Syn, prod. Teatr Polskiego Radia
- 2024: S. Vögel, Nerka, prod. Teatr Polskiego Radia
- 2024: D. Glattauer, Napisz do mnie, prod. Teatr Polskiego Radia[5]
- 2023: A. Alamo, Kroki, prod. Teatr Polskiego Radia (nagroda za scenariusz adaptowany oraz nagroda publiczności na festiwalu Dwa Teatry w Sopocie)[6]
- 2022: M. Pruchniewski, Ciało moje, prod. Teatr Polskiego Radia (nagroda za scenariusz adaptowany oraz nagroda aktorska dla Karoliny Gruszki na festiwalu Dwa Teatry w Zamościu)[7]
- 2021: W. Żeleński, Posyłka, prod. Fundacja Promocji Kultury i Sztuki Ad Operam